# Михеев, Павел Григорьевич
Павел Григорьевич Михеев (15 февраля 1914, Исилькульский район — 9 апреля 1957, Исилькуль, Омская область) — советский хозяйственный и государственный деятель, Герой Социалистического Труда.

## Биография
Родился в 1914 году в селе Городище. Член КПСС.
С 1932 года — на хозяйственной, общественной и политической работе. В 1932—1957 гг. — комбайнёр Исиль-Кульской машинно-тракторной станции Омской области.
Указом Президиума Верховного Совета СССР от 27 апреля 1951 года за достижение в 1950 году высоких показателей на уборке и обмолоте зерновых и масличных культур и семян трав присвоено звание Героя Социалистического Труда с вручением ордена Ленина и золотой медали «Серп и Молот».
Умер в Исилькуле в 1957 году.